# Hayato Sasaki
Hayato Sasaki (Miyagi, 29 november 1982) is een Japans voetballer.

## Carrière
Hayato Sasaki speelde tussen 2005 en 2007 voor Montedio Yamagata. Hij tekende in 2008 bij Gamba Osaka.